# SkyDome Cup
La SkyDome Cup est un tournoi international de football qui s'est disputé du 24 au 29 janvier 1995 au SkyDome Arena (Rogers Centre) de Toronto, Ontario au Canada.
Le tournoi est composé de trois équipes, à savoir la nation hôtesse, le Canada, ainsi que le Danemark, champion d'Europe 1992 et le Portugal. Alors que le tournoi se déroulait en pleine saison des ligues majeures européennes, les équipes portugaises et danoises ont présenté des équipes B, ce qui a abouti à l'unique sélection internationale pour certains des joueurs.

## Histoire
Le match d'ouverture oppose le Canada, nation hôtesse, au champion d'Europe danois et voit la victoire des danois grâce à un but de Højer Nielsen (1-0). 
Le second match oppose les canadiens aux portugais qui se solde par un match nul (1-1).
Le Canada étant dernier avec 1 seul point pris lors de ses deux matches, le vainqueur du tournoi serait connu lors du dernier match, disputé le 29 janvier 1995 entre le Danemark (qui n'avait besoin que d'un match nul) et le Portugal. Le Portugal ouvre le score en toute fin de match, offrant au ainsi au Portugal son premier trophée international.

## Matches
| 24 janvier 1995 | Canada | 0-1 | Danemark      |  |
|                 |        |     | Højer Nielsen |  |

| 26 janvier 1995 | Canada      | 1-1 | Portugal  |  |  |
|                 | Bunbury 82e |     | 10e Folha |  |  |
|                 | (Rapport)   |     |           |  |  |

| 29 janvier 1995 | Danemark | 0-1 | Portugal        |  |
|                 |          |     | 89e Paulo Alves |  |

## Vainqueur
| SkyDome Cup: Portugal |

## Classement final
| Équipes | Équipes  | Pts | Joués | G | N | P | BP | BC | Dif |
| ------- | -------- | --- | ----- | - | - | - | -- | -- | --- |
| 1       | Portugal | 4   | 2     | 1 | 1 | 0 | 2  | 1  | +1  |
| 2       | Danemark | 3   | 2     | 1 | 0 | 1 | 1  | 1  | 0   |
| 3       | Canada   | 1   | 2     | 0 | 1 | 1 | 1  | 2  | -1  |

## Buteurs
1 but
- Lars Højer Nielsen
- Alex Bunbury
- Antonio Folha
- Paulo Alves